# Thayé
 (novembre 2023).
Dans la mythologie birmane, le thayé (birman : သရဲ), également orthographié « tasei » (တစ္ဆေ), sont des fantômes de personnes décédées ayant commis des crimes dans leur vie antérieure et condamnées à hanter le monde des vivants. Ils apparaissent souvent comme des personnes grande taille à la peau sombres avec d’énormes oreilles, une longue langue et des dents en forme de défenses. Les thayés tourmentent les vivants en leur infligeant des maladies mineures. Ces fantômes vivent généralement à la périphérie du village, en particulier près du cimetière. Ils mangent les cadavres et profitent de la chair des vivants.
Le thayé est très proche du "Preta" de la mythologie bouddhiste avec lequel il partage beaucoup de similitude.

## Dans la culture populaire
- Le thayé est une catégorie de fantôme chassable dans le jeu Phasmophobia.